# Icosium tomentosum
Icosium tomentosum  (лат.) — вид жуков-усачей из подсемейства настоящих усачей. Распространён в Южной Европе, в Турции, Израиле, Алжире, Марокко и Тунисе. 

## Описание
Жук длиной от 8 до 16 мм. Время лёта с июня по август.

## Развитие
Жизненный цикл вида длится два года.
Оба подвида олигофаги различных кипарисовых (Cupressaceae). Кормовыми растениями личинок являются можжевельник красноплодный, Juniperus phoenicea subsp. phoenicia, можжевельник колючий и кипарис вечнозелёный.

## Систематика
В составе вида выделяют два подвида:
- подвид: Icosium tomentosum atticum Ganglbauer, 1881 — распространён в юго-западной части Европы и в Северной Африке
- подвид: Icosium tomentosum tomentosum Lucas, 1854 — распространён в Турции, на Балканах и на западе южной части Франции